# 費玉清
費玉清（1955年7月17日—），本名張彦亭，外號小哥，小名亭亭，出身臺灣臺北，臺灣男歌手、主持人，以其華語、臺語流行歌曲演唱及綜藝節目主持表現等，在當代華語世界廣為人知。他在2019年舉行告別演出，後於2020年初完成合約工作後宣布自演藝事業退休。他是前歌手費貞綾及藝人張菲的弟弟。

## 藝名由來
他的姊姊張彥瓊（藝名費貞綾）在將他引介給中國電視公司時，幫他取藝名作費玉清，這個藝名的由來據稱是當時一部電視劇男主角的名字「費玉青」。

## 早年生活
他出生於臺北市，先後畢業於銘傳國小、永春國中、協和高級工商職業學校汽車維修科等。

## 演藝生涯
1972年8月底，他參加中國電視公司舉辦的「星對星」歌唱比賽，獲得該比賽第二階段（共六階段）的冠軍；1973年3月9日播出總決賽，他以一曲「煙雨斜陽」獲得第四名，正式出道，成為中視基本歌星。費玉清在入伍當兵前一個月，經費貞綾介紹進入當時臺北市著名夜總會「迪斯角夜總會」唱開場，頗受好評。入伍服役時，費為中華民國陸軍996梯次，初期集訓地點為新竹市埔頂；集訓結束後，以《一個人》一曲考取陸光藝工隊，負責軍中康樂活動，直到退伍。
1977年为著名音乐人刘家昌赏识，开始他歌唱事业。
1984年第19屆金鐘獎，費玉清獲得電視金鐘獎男歌唱演員獎，自此被譽為「金鐘歌王」。1993年至1998年，費玉清與張菲合作主持台視綜藝節目《龍兄虎弟》。在“綜藝大哥大”節目中，張菲被稱作“菲哥”，故費玉清被稱為“小哥”。2006年，費玉清與周杰倫合唱《千里之外》，並收錄在周杰倫同年大碟《依然范特西》中。
1985年，與另外59人一起參加《明天會更好》的歌曲錄製。
2018年9月27日，費玉清發表公开信，宣布在2019年全球告别巡迴演唱會后于5月正式封麥退休（实则因加场而推迟至11月），告別47年的歌唱事業。2019年2月8日，費玉清在臺北出演第一場告別演唱會，在演唱會一開始發表「封麥宣言」，他表示：「對日後生活打了很大的問號，可能會很徬徨，或是寂寞的日子等著我，各位帶給我的回憶，都會在內心深處。」同年5月11、12日，至高雄巨蛋持續進行演唱會。11月7日，費玉清在台北小巨蛋完成最後一場封麥告別演唱會。同年因已有合約，10月起仍參加封麥前最後一檔節目《我們的歌》，將演藝生涯延續至2020年1月至該節目結束才正式退休。
2020年6月，《一剪梅》因被網名「蛋哥」的中國大陸演員張愛欽誤唱而成為迷因，逆向成為歐美和紐西蘭Spotify 50大洗腦歌曲榜。

### 表演風格

#### 歌唱
他演唱時總常頭仰45度角。費玉清在公開場合相當注重儀表，每次登台都會穿西裝（1980年代以前則是西裝或中山裝），自出道以來從來不變，故被稱為“演藝圈公務員”。
費玉清剛出道時以演唱「愛國歌曲」和「淨化歌曲」為人所熟知，至1979年當時還是老三台的年代，愛國歌曲「國恩家慶」（三台聯播國語連續劇《國恩家慶》的主題曲），費玉清的知名度因此而大開。而後費玉清多次取得了中視八點檔大戲主題曲的演唱資格，如「一剪梅」、「挑夫」等，此類曲風多為情感取向的流行歌曲。
1980年費玉清亦在海外地區，如新加坡、馬來西亞等東南亞地區，推出三張翻唱民歌的專輯。1981年再發行兩張民歌專輯。同時期，費玉清與東尼機構合作，每年推出一張翻唱國語老歌的專輯。
綜上，費玉清在歌唱歷程中，其曲風涵蓋了「愛國歌曲」、「淨化歌曲」、「民歌」、「老歌经典」與「流行歌」等種種風格。在流行樂壇，費玉清被尊為20世紀華語流行歌曲傳統風格復興的開山祖師。他的歌曲帶有濃烈的中國風，在華人地區有重要影響力。听众也是老中少青都有。

#### 主持
費玉清主持節目時，專長是模仿其他歌手唱歌，故被稱為“九官鳥”。在秀場時代，費玉清以講黃色笑話聞名，其講黃色笑話功力之強使得他在演藝圈素有「秀場黃帝」，「污妖王」等之稱。2012年，費玉清在天津衛視模仿秀節目《王者歸來》當評審，費玉清講了一段黃色笑話，主持人趙忠祥直言:「你這個笑話恐怕不能播，我主持這麼多年第一次接不上話」。

## 主持作品

### 綜藝節目
| 年份                                            | 頻道         | 節目               | 備註                                                                                 |
| 1993年3月27日－1998年3月                        | 台灣電視公司 | 《龍兄虎弟》       | 跳槽主持《龍虎綜藝王》之後，換主持人                                                 |
| 1997年4月20日－1997年10月23日                   | 台灣電視公司 | 《飛上彩虹》       | 與鳳飛飛搭檔主持                                                                     |
| 1996年11月3日－1997年4月13日                    | 台灣電視公司 | 《飛越星期天》     |                                                                                      |
| 1981年12月12日，20:00－21:15                    | 中國電視公司 | 《費玉清專輯》     | 費玉清電視專輯                                                                       |
| 1996年7月2日－1997年9月30日，每週二21:30－23:00 | 中國電視公司 | 《金嗓金賞》       | 其中的單元〈小哥愛說笑〉是給費玉清講黃色笑話的單元，曾經被抽出來自成一個獨立節目重播 |
| 1998年3月28日－2000年4月8日                     | 中華電視公司 | 《龍虎綜藝王》     | 與張菲搭檔主持                                                                       |
| 1995年4月3日－1996年4月12日                     | 中華電視公司 | 《今宵花月夜》     |                                                                                      |
| 2000年7月24日－2002年11月29日                   | 東森綜合台   | 《費玉清時間》     |                                                                                      |
| 2003年－2006年                                  | 中天綜合台   | 《費玉清的清音樂》 |                                                                                      |
| 2016年1月10日－2016年4月                        | 东方卫视     | 《国民美少女》     |                                                                                      |
| 2016年7月16日                                   | 湖南卫视     | 《我想和你唱》     | 代班韩红                                                                             |

## 演出作品

### 參演综艺节目
| 頻道     | 節目                    | 備註               |
| CCTV-3   | 《中国好歌曲》          |                    |
| 江苏卫视 | 《看見你的声音》        |                    |
| 浙江卫视 | 《中国新歌声》第一季    | 周杰伦战队助阵导师 |
| 東方衛視 | 《天籟之戰》第一季      | 第一季嘉賓         |
| 湖南卫视 | 《我想和你唱》          |                    |
| 四川衛視 | 《詩歌之王》            |                    |
| 湖南卫视 | 《我们来了》            |                    |
| 東方衛視 | 《天籟之戰》第二季      | 第二季嘉賓         |
| 江蘇衛視 | 《嗨！唱起來》          |                    |
| 騰訊視頻 | 《放開我北鼻》第三季    |                    |
| 東方衛視 | 《中国梦之声·我们的歌》 | 榜样歌手           |

### 网络综艺节目
| 網站 | 節目           | 備註       |
| 优酷 | 《小哥喂喂喂》   |            |
| 优酷 | 《火星情报局》 | 第二季嘉賓 |

## 音樂作品

### 专辑
| 年份       | 專輯名稱                         | 發行公司/機構                                   | 語言 | 曲目 |
| 1977年     | 日落北京城                       | 海山唱片                                        | 國語 | 曲目 1. 日落北京城 2. 我心生愛苗 3. 情人的地方 4. 柔情 5. 愛的話 6. 不是夢 7. 定情園地 8. 深秋 9. 愛的女神 10. 潺潺流水 11. 情相投意相守 |
| 1978年     | 白雲長在天                       | 海山唱片                                        | 國語 | 曲目 1. 白雲長在天 2. 滿山花開放 3. 心聲 4. 海的追憶 5. 呼聲 6. 難忘秋的回憶 7. 秋雨、伊人、我 8. 下雨天 9. 迎接愛的時光 10. 昨夜你還在這裡 11. 夕陽泛舟 12. 你帶給我幸福 |
| 1979年     | 窗外                             | 海山唱片                                        | 國語 | 曲目 1. 舊時情 2. 片片彩霞 3. 值得留戀的一天 4. 翠湖點點寒 5. 夜曲 6. 花開遇知音 7. 窗外 8. 國恩家慶 9. 找一個下雨天 10. 美麗的夏天 11. 問彩虹 12. 去年春天 |
| 1979年     | 凝望                             | 海山唱片                                        | 國語 | 曲目 1. 夏日最後一場小雨 2. 凝望 3. 愛心 4. 白雲 5. 晚安曲 6. 又見佳年華 7. 一襲青紗萬縷情 8. 楓葉的祝福 9. 山谷行 10. 道情 11. 思念總在分手後 12. 田園之歌 13. 中華民國頌 |
| 1980年     | 中華民國                         | 海山唱片                                        | 國語 | 曲目 1. 中華民國 2. 白雲長在天 3. 儂本多情 4. 楓葉的祝福 5. 深秋 6. 秋雨、伊人、我 7. 愛心 8. 舊時情 9. 彩雲微風 10. 片片彩霞 11. 思念總在分手後 12. 晚安曲 |
| 1981年4月  | 變色的長城                       | 東尼機構（王振敬股份有限公司）                  | 國語 | 曲目 1. 變色的長城 2. 又見柳葉青 3. 遠行 4. 浮萍 5. 刮地風 6. 不能不看你 7. 船歌 8. 歸帆 9. 春風 10. 太陽 11. 迎風獨行 12. 永遠祇有你 |
| 1981年10月 | 送你一把泥土                     | 東尼機構（王振敬股份有限公司）                  | 國語 | 曲目 1. 送你一把泥土 2. 飛出去 3. 丟戒指 4. 花、葉如雨繽紛 5. 夏日幾時來 6. 屋檐下的雨聲 7. 為我停留 8. 畢業生 9. 風裏的歌 10. 那一天 11. 我倆會不會 12. 觀荷 |
| 1981年12月 | 費玉清精粹                       | 東尼機構（王振敬股份有限公司）                  | 國語 | 曲目 1. 莫負青春 2. 夢中人 3. 春來人不來 4. 愛神的箭 5. 初戀女 6. 愛的開始 7. 昨天 8. 知音何處尋 9. 夢裡相思 10. 阿蘭娜 11. 好春宵 12. 黃葉舞秋風 |
| 1982年7月  | 走過我自己                       | 東尼機構（王振敬股份有限公司）                  | 國語 | 曲目 1. 走過我自己 2. 永恆的海 3. 就這樣徘徊 4. 情何物 5. 四季 6. 無盡的愛 7. 熱情的夏季 8. 大地英雄 9. 美麗的姑娘 10. 卡片上的諾言 11. 春神 |
| 1982年12月 | (雅音新篇第一集)水長流           | 東尼機構（王振敬股份有限公司）                  | 國語 | 曲目 1. 水長流 2. 憶良人 3. 雪山盟 4. 訴衷情 5. 在銀色的月光下(新疆民歌) 6. 送君 7. 青山綠水 8. 夢裡蘇州 9. 岷江夜曲 10. 西子姑娘 11. 情人的夢 12. 蘇州河畔 |
| 1983年4月  | 長江水                           | 東尼機構（王振敬股份有限公司）                  | 國語 | 曲目 1. 長江水 2. 此情永不留 3. 當那楓葉紅 4. 忘情天涯 5. 愛的約定 6. 清晨的露水 7. 美斯樂 8. 一剪梅 9. 常綠的回憶 10. 梨花開遍天涯 11. 冬夜的思念 12. 藍天長在 |
| 1983年7月  | 我在你左右                       | 東尼機構（王振敬股份有限公司）                  | 國語 | 曲目 1. 我在你左右 2. 南屏晚鐘 3. 月落鳥啼 4. 何日君再來 5. 人生何處不相逢 6. 不許他回家 7. 綠島小夜曲 8. 心上人 9. 三年 10. 我在靜靜等你 11. 男人的眼淚 12. 陋巷之春 |
| 1984年3月  | 夢駝鈴                           | 東尼機構（王振敬股份有限公司）                  | 國語 | 曲目 1. 夢駝鈴 2. 挑夫 3. 鄉愁 4. 伸出告別的手 5. 眼底的話 6. 一場遊戲 7. 狼煙 8. 誰的倩影 9. 冷太陽 10. 山歌姻緣 |
| 1984年9月  | (雅音新篇第三輯) 明日天涯        | 東尼機構（王振敬股份有限公司）                  | 國語 | 曲目 1. 明日天涯 2. 水仙 3. 越南情歌 4. 愛的心聲 5. 生命如花籃 6. 不變的心 7. 永遠的微笑 8. 我要妳忘了我 9. 我要為你歌唱 10. 天長地久 11. 心聲淚痕 12. 留戀 |
| 1985年2月  | 新歌與精選(楚留香新傳)           | 東尼機構（王振敬股份有限公司）                  | 國語 | 曲目 1. 楚留香新傳 2. 宮詞 3. 萬里鄉關 4. 痴痴的情 5. 秋天 6. 楚留香新傳變奏曲 7. 四季 8. 風裏的歌 9. 歸帆 10. 情何物 11. 屋簷下的雨聲 12. 花葉如雨繽紛 |
| 1985年5月  | 只為你清清的夢                   | 東尼機構（王振敬股份有限公司）                  | 國語 | 曲目 1. 祇為你清清的夢 2. 心園那朵薔薇 3. 大板城的姑娘 4. 今夜一如那夜 5. 唱不完的歌 6. 接受我 7. 酒醒夢不回 8. 情歌不再唱 9. 巨鵬 10. 故鄉情 11. 寧靜海 |
| 1985年8月  | 星夜的離別                       | 東尼機構（王振敬股份有限公司）                  | 國語 | 曲目 1. 星夜的離別 2. 重相逢 3. 杏花溪之戀 4. 桃花江 5. 戀痕 6. 分離 7. 春風春雨 8. 今宵多珍重 9. 昨夜你對我一笑 10. 在我們小時候 11. 蘇州夜曲 12. 明日之歌 |
| 1985年     | 巨鵬                             | 東尼機構（王振敬股份有限公司）                  | 國語 | 曲目 1. 只為你清清的夢 2. 心園那朵薔薇 3. 大板城的姑娘 4. 今夜一如那夜 5. 唱不完的歌 6. 接受我 7. 酒醒夢不回 8. 情歌不再唱 9. 巨鵬 10. 故鄉情 11. 寧靜海 |
| 1986年1月  | 憶芙蓉                           | 東尼機構（王振敬股份有限公司）                  | 國語 | 曲目 1. 憶芙蓉 2. 天地人 3. 千絲萬縷情 4. 秋聲 5. 漂 6. 夢牽萬里 7. 三春暉 8. 當太陽甦醒 9. 渡江千里 |
| 1986年9月  | 凱旋                             | 天下唱片（天下有聲出版社→天下唱片事業有限公司） | 國語 | 曲目 1. 凱旋 2. 蘆花舟 3. 愛不只是一聲嘆息 4. 千里單騎 5. 水汪汪 6. 故鄉的女孩 7. 牛郎織女 8. 撥動塵封的琴弦 9. 日子 10. 當你不在時 |
| 1987年     | 甲人做伙                         | 天下唱片（天下有聲出版社→天下唱片事業有限公司） | 台語 | 曲目 1. 夢裡山河 2. 甲人作伙 3. 人生似浮雲 4. 為何你愛著別人 5. 你要去叨位 6. 今夜擱再想你 7. 傷心路 8. 不是閃避你 9. 誰沒苦情 10. 秋風無了時 11. 戀愛夢 12. 懷念的人 13. 夢裡山河 14. 大野英豪 15. 好兒郎 |
| 1987年     | 跟著地球旋轉                     | 天下唱片（天下有聲出版社→天下唱片事業有限公司） | 國語 | 曲目 1. 跟著地球旋轉 2. 天外天 3. 分手的午後 4. 流水月光 5. 綠草香 6. 大河漲水沙浪沙 7. 我願隨你飛 8. 最後一朵紅玫瑰 9. 問愁 10. 信任我 11. 山水 12. 由此刻到永恆 |
| 1988年     | 從前                             | 天下唱片（天下有聲出版社→天下唱片事業有限公司） | 國語 | 曲目 1. 雨虹 2. 心戀 3. 遙遠寄相思 4. 夕陽西沉 5. 春雨戀春風 6. 新郎與新娘 7. 郊道 8. 秋的懷念 9. 想當年 10. 今夕何夕 11. 三個夢 12. 秋風 |
| 1988年     | 古早                             | 天下唱片（天下有聲出版社→天下唱片事業有限公司） | 台語 | 曲目 1. 何必悲伤 2. 你是我的人 3. 男性苦恋 4. 走马灯 5. 难忘的爱人 6. 为什么 7. 碎心恋 8. 最后的火车站 9. 离别的月台票 10. 飘泊人的目屎 11. 可怜彼个小姑娘 12. 一颗流星 |
| 1989年     | 莫言醉                           | 天下唱片（天下有聲出版社→天下唱片事業有限公司） | 國語 | 曲目 1. 莫言醉 2. 老王賣瓜 3. 誰說少年不知愁 4. 妹妹鬆開我的手 5. 我的他 6. 晚春 7. 滾滾紅塵 8. 紅顏淚 9. 這是什麼風 10. 浮生幽幽 |
| 1990年     | 長髮的女郎                       | 天下唱片（天下有聲出版社→天下唱片事業有限公司） | 國語 | 曲目 1. 春色滿天下 2. 哥倆好 3. 長髮的女郎 4. 雪滿山浪滿江 5. 江南新夢 6. 瞧郎 7. 船夫曲 8. 長城我的夢 9. 大漠千里情 10. 友情像小溪 |
| 1992年5月  | 情深往事直到永遠                 | 飛碟唱片                                        | 國語 | 曲目 1. 情深往事 2. 你是我永遠的鄉愁 3. 心事 4. 這一路走來 5. 昨日再見 6. 直到永遠 7. 相思比夢長 8. 情願自由 9. 終章 10. 往事情深 |
| 1993年9月  | 一生的朋友                       | 飛碟唱片                                        | 國語 | 曲目 1. 一生的朋友 2. 愛得愈久愈寂寞 3. 來不及把夢留給你 4. 你我曾經走過紀元 5. 獨飲 6. 情何以堪 7. 酒歌 8. 冬之夜 9. 開一扇心窗 10. 回憶飄落風中 |
| 1994年8月  | 晚安曲                           | 飛碟唱片                                        | 國語 | 曲目 1. 多情總為無情傷 2. 花心 3. 負心 4. 新鴛鴦蝴蝶夢 5. 塵緣 6. 告別的年代 7. 情關 8. 紅塵來去一場夢 9. 美麗的花蝴蝶 10. 晚安曲 |
| 2001年2月  | 收藏費玉清 (21世紀精選)          | 華納音樂                                        | 國語 | 曲目 1. 深情往事 2. 愛得越久越寂寞 3. 花心 4. 冬之夜 5. 情願自由 6. 紅塵來去一場夢 7. 心事 8. 塵緣 9. 負心 10. 來不及把夢留給你 11. 一生的朋友 12. 直到永遠 13. 你是我永遠的鄉愁 14. 情何以堪 15. 美麗花蝴蝶 16. 相思比夢長 17. 情關 18. 往事情深 19. 回憶飄落風中 20. 晚安曲 |
| 2002年11月 | 風華再現﹣情繫百樂門             | 華納音樂                                        | 國語 | 曲目 1. 天上人間 2. 星心相印 3. 良夜不能留 4. 小親親 5. 鳳凰于飛 6. 月圓花好 7. 醉在你懷中 8. 恨不鍾情在當年 9. 草原之夜 10. 哪個不多情 11. 何必旁人來說媒 12. 是夢是真 |
| 2003年9月  | 何日君再來                       | 華納音樂                                        | 國語 | 曲目 1. 原鄉人 2. 何日君再來 3. 再見我的愛人 4. 我心深處 5. 奈何 6. 償還 7. 我怎能離開你 8. 小村之戀 9. 月亮代表我的心 10. 千言萬語 11. 小城故事 12. 夜來香 |
| 2004年1月  | 花開富貴迎新春                   | 華納音樂                                        | 國語 | 曲目 1. 花開富貴 2. 拜大年 3. 迎春花 4. 春風吻上我的臉 5. 第二春 |
| 2005年1月  | 浮聲舊夢                         | 華納音樂                                        | 國語 | 曲目 1. 高崗上 2. 我有個好家庭 3. 勿忘我 4. 雪山盟 5. 三年 6. 天涯歌女 7. 春天裡 8. 合家歡 9. 神秘女郎 10. 不了情 |
| 2006年4月  | 脈脈聲情（2006精選輯）           | 華納音樂                                        | 國語 | 曲目 1. 情深往事 2. 你是我永遠的鄉愁 3. 一生的朋友 4. 情關 5. 紅塵來去一場夢 6. 多情總為無情傷 7. 直到永遠 8. 負心 9. 你我曾經走過紀元 10. 相思比夢長 11. 來不及把夢留給你 12. 冬之夜 13. 新鴛鴦蝴蝶夢 14. 花心 15. 昨日 再見 16. 天上人間 17. 鳳凰于飛 18. 星心相印 19. 何必旁人來說媒 20. 何日君再來 21. 原鄉人 22. 再見我的愛人 23. 償還 24. 我怎能離開你 25. 夜來香 26. 高崗上 27. 春天裡 28. 天涯歌女 29. 勿忘我 30. 我有個好家庭 |
| 2007年4月  | 青青校樹                         | 華納音樂                                        | 國語 | 曲目 1. 歸(Leaving) 2. 網住一季秋 3. 秋蟬 4. 風中的早晨 5. 情何物 6. 天水流長 7. 橄欖樹 8. 曠野寄情 9. 你那好冷的小手 10. 漁唱 11. 千里之外(2007獨唱版) |
| 2008年4月  | 回想曲之情話綿綿                 | 華納音樂                                        | 國語 | 曲目 1. 在水一方 2. 煙雨斜陽 3. 對著月亮訴情意 4. 星語 5. 秋詩篇篇 6. 一簾幽夢 7. 純純的愛 8. 雲河 9. 白雲長在天 10. 庭院深深 |
| 2009年4月  | 只想聽見费玉清-總精選            | 華納音樂                                        | 國語 | 曲目 1. 不了情 2. 在水一方 3. 庭院深深 4. 橄欖樹 5. 秋詩篇篇 6. 何日君再來 7. 純純的愛 8. 秋蟬 9. 情深往事 10. 夜來香 11. 白雲長在天 12. 情何物 13. 神祕女郎 14. 我心深處 15. 歸 16. 一簾幽夢 17. 煙雨斜陽 18. 網住一季秋 19. 對著月亮訴情意 20. 風中的早晨 21. 星語 22. 小城故事 23. 天水流長 24. 妳那好冷的小手 25. 新鴛鴦蝴蝶夢 26. 相思比夢長 27. 晚安曲 |
| 2010年4月  | 金聲響宴 費玉清世紀金選(3CD+DVD) | 華納音樂                                        | 國語 | 曲目 CD1 1. 天上人間 2. 星心相印 3. 小親親 4. 鳳凰于飛 5. 月圓花好 6. 草原之夜 7. 哪個不多情 8. 何必旁人來說媒 9. 是夢是真 10. 一簾幽夢 CD2 1. 何日君再來 2. 再見我的愛人 3. 我心深處 4. 奈何 5. 償還 6. 我怎能離開你 7. 小村之戀 8. 千言萬語 9. 小城故事 10. 夜來香 CD3 1. 情深往事 2. 你是我永遠的鄉愁 3. 心事 4. 這一路走來 5. 昨日 再見 6. 直到永遠 7. 相思比夢長 8. 情願自由 9. 終章 10. 往事情深 DVD 經典傳唱卡拉OK 1. 天上人間 2. 星心相印 3. 月圓花好 4. 何日君再來 5. 償還 6. 千言萬語 7. 小城故事 8. 夜來香 9. 情深往事 10. 你是我永遠的鄉愁            |
| 2010年4月  | 清韻悠揚精選                     | 環球音樂                                        | 國語 | 曲目 1. 一剪梅 2. 變色的長城 3. 我要為你歌唱 4. 送你一把泥土 5. 楚留香新傳 6. 忘情天涯 7. 此情永不留 8. 長江水 9. 只為你清清的夢 10. 美斯樂 11. 在銀色的月光下 12. 花葉如雨繽紛 13. 水長流 14. 今宵多珍重 15. 桃花江 16. 夢駝鈴 17. 愛神的箭 18. 蘇州河畔 19. 阿蘭娜 20. 憶良人 21. 昨夜你對我一笑 22. 鄉愁 23. 一場遊戲 24. 明日天涯 25. 狼煙 26. 又見柳葉青 27. 三年 28. 我在你左右 29. 船歌 30. 何日君再來 31. 南屏晚鐘 32. 雪山盟 33. 岷江夜曲 34. 心上人 35. 挑伕 36. 夢中人 37. 為我停留 38. 重相逢 39. 初戀女 40. 生命如花籃 41. 走過我自己 42. 綠島小夜曲 |
| 2010年4月  | 天之大                           | 索尼音樂                                        | 國語 | 曲目 1. 月下待杜鵑不來 2. 天之大 3. 屋簷下的思念 4. 就是你可是你 5. 真的好想你 6. 濤聲依舊 7. 彎彎的月亮 8. 愛是一個圓 9. 昨夜小樓又東風 10. 一剪梅 |
| 2011年4月  | 唱一遍一遍                       | 索尼音樂                                        | 國語 | 曲目 1. 唱一遍一遍(新) 2. 傳奇 3. 偏愛水中月(新) 4. 傾國傾城 5. 忘不了 6. 蘇三採茶 7. 三部情曲 8. 捨不得把眼睛睜開 9. 玫瑰寄情(新) 10. 幸福在這裡 11. 傳奇三部曲 (傳奇、忘不了、捨不得把眼睛睜開) |
| 2012年4月  | 只有你                           | 索尼音樂                                        | 國語 | 曲目 1. 情願為你付出我一生 2. 只有你 3. 奢求 4. 請你記得我的好 5. 幾度夕陽紅 6. 忘不了的你 7. 抱著你的感覺 8. 出外的人 9. 昨夜夢中 10. 箏 |
| 2013年4月  | 只想聽見费玉清                   | 索尼音樂                                        | 國語 | 曲目 1. 想要和你飛(新版) 2. 朋友一個 3. 寂寞 4. 山水合璧 5. 二分明月 6. 想要和你飛(原版) |
| 2014年1月  | 花開富貴迎新春                   | 華納音樂                                        | 國語 | 曲目 1. 花開富貴 2. 拜大年 3. 迎春花 4. 春風吻上我的臉 5. 第二春 |
| 2017年1月  | 嘿嘿嘿                           | /                                               | 國語 | 曲目 1. 嘿嘿嘿 |
| 2017年6月  | 回魂                             | /                                               | 國語 | 曲目 1. 回魂 |
| 2017年8月  | 梦诛缘·锁清秋                    | /                                               | 國語 | 曲目 1. 梦诛缘·锁清秋 2. 梦诛缘·锁清秋(伴奏) 3. 梦诛缘·锁清秋(邪版) 4. 梦诛缘·锁清秋(邪版伴奏) 5. 梦诛缘·锁清秋(DJ版) 6. 梦诛缘·锁清秋(DJ嗨版) |

## 獎項

### 金鐘獎
| 年份   | 獲提名             | 獎項                             | 結果 |
| ------ | ------------------ | -------------------------------- | ---- |
| 1981年 |                    | 第16屆金鐘獎男歌星演員獎         | 提名 |
| 1982年 |                    | 第17屆金鐘獎男歌星演員獎         | 提名 |
| 1984年 |                    | 第19屆金鐘獎男歌星演員獎         | 獲獎 |
| 1995年 | 《龍兄虎弟》       | 第30屆金鐘獎綜藝節目主持人獎     | 獲獎 |
| 1997年 | 《金嗓金賞》       | 第32屆金鐘獎綜藝節目主持人獎     | 獲獎 |
| 1997年 | 《龍兄虎弟》       | 第32屆金鐘獎綜藝節目主持人獎     | 提名 |
| 2005年 | 《費玉清的清音樂》 | 第40屆金鐘獎歌唱綜藝節目主持人獎 | 獲獎 |

### 金曲獎
| 年份   | 獲提名                  | 獎項                              | 結果 |
| ------ | ----------------------- | --------------------------------- | ---- |
| 1990年 | 《妹妹鬆開我的手》      | 第1屆金曲獎最佳男演唱人獎         | 提名 |
| 1990年 | 《妹妹鬆開我的手》      | 第1屆金曲獎最佳年度歌曲獎         | 提名 |
| 1990年 | 《誰說少年不知愁》      | 第1屆金曲獎最佳年度歌曲獎         | 提名 |
| 1992年 | 《情深往事 直到永遠》   | 第4屆金曲獎最佳國語歌曲男演唱人獎 | 提名 |
| 1994年 | 《一生的朋友》          | 第6屆金曲獎最佳國語歌曲男演唱人獎 | 提名 |
| 1996年 | 《晚安曲》              | 第7屆金曲獎最佳國語歌曲男演唱人獎 | 提名 |
| 1996年 | 《晚安曲》              | 第7屆金曲獎最佳演唱專輯獎         | 獲獎 |
| 2003年 | 《風華再現 情繫百樂門》 | 第14屆金曲獎最佳國語男演唱人獎    | 提名 |
| 2007年 | 千里之外                | 第18屆金曲獎最佳年度歌曲獎        | 提名 |

## 廣告
- 佳格食品「桂格活靈芝」
- 石頭記珠寶「石頭記和田玉墜」
- 綠聖食品「綠聖小麥草汁」
- 璟都建設「璟都帝一莊」
- 滴滴出行

## 演唱會

### 2002演唱會
- 2002-04 怀旧金曲·夜上海演唱会 （2场）
- 2002-07 新加坡室内体育馆举办大型售票个人演唱会
- 2002-08 在台北国父纪念馆与青山、甄妮、蔡琴、张凤凤联袂举行「风华再现」演唱会 （3场）
- 2002-10 与蔡琴一起参加澳门国际音乐节，联袂演出「海上寻梦·蔷薇 玫瑰 夜来香」音乐会

### 2003演唱會
- 2003-01 上海大剧院举办演唱会 （4场）
- 2003-03 台湾举办《恋恋风情》个人演唱会（7场）
- 2003-04 美东康乃狄克州个人演唱会（2场）
- 2003-07 新加坡个人演唱会（2场）
- 2003-09 上海大舞台举行个人演唱会（4场）
- 2003-10 澳门个人演唱会（2场）
- 2003-12 马尼拉的菲律宾国际会议中心举行个人演唱会 （2场）

### 2004款款深情演唱會
- 3月27、28日，4月10、11日　台北國父紀念館
- 4月30日、5月1日　台中中山堂
- 5月22、23日　高雄文化中心至德堂
- 5月30日　台南市立文化中心演藝廳
- 12月5日　上海大舞台
- 12月10日　北京工人体育馆

### 2005演唱會
- 3月19、20日　台北國際會議中心
- 3月26、27日　台中中山堂
- 4月2、3日　高雄文化中心至德堂
- 4月9、10日　中壢藝術館
- 4月23、24日　台南市立文化中心演藝廳
- 4月30日、5月1日　台北國際會議中心
- 5月21日　新竹清華大學大禮堂
- 11月18日　北京工人体育馆
- 12月31日　上海大舞台

### 2006脈脈聲情演唱會
- 4月1日　新加坡室内体育馆
- 4月15、16日　高雄文化中心至德堂
- 4月22、23日　中壢藝術館
- 4月29、30日　台北國際會議中心
- 5月6日　台中中興大學惠蓀堂
- 5月13、14日　台南市立文化中心演藝廳
- 6月3、4日　新竹市立演藝廳
- 6月17日　嘉義市文化局演藝廳
- 6月24、25日　台北國際會議中心

### 2007回想曲演唱會
- 4月21、22日　台北國際會議中心
- 4月28、29日　中壢藝術館
- 5月4、5日　高雄文化中心至德堂
- 5月12、13日　台南市立文化中心演藝廳
- 5月19、20日　台中中山堂
- 5月25、26日　嘉義市文化局演藝廳
- 6月1、2日　新竹市立演藝廳
- 6月9日　花莲首次个人演唱会
- 6月10日　台东首次个人演唱会
- 6月16、17日　台北國際會議中心
- 7月6、7日　马来西亚 云顶云星剧场
- 11月18日　美国旧金山湾区HP PAVILION
- 11月24日　美国洛杉矶  Pasadena Center Civic Auditorium
- 11月30日　上海大舞台
- 12月14日　北京人民大会堂

### 2008個人演唱會
- 4月26、27日　台北國際會議中心
- 5月3、4日　台中中山堂
- 5月10、11日　台南市立文化中心演藝廳
- 5月17、18日　新竹市立演藝廳
- 5月24、25日　中壢藝術館
- 5月30、31日　高雄文化中心至德堂
- 6月13、14日　嘉義市文化局演藝廳
- 6月21、22日　台北國際會議中心
- 7月11、12日　马来西亚 云顶云星剧场
- 11月29日　上海大舞台
- 12月6日　北京工人體育館
- 12月20日　南京五台山体育馆
- 12月24日　无锡新体育中心体育馆

### 2009個人演唱會
- 6月12、13日　马来西亚 云顶云星剧场
- 7月10日　香港红磡香港体育馆
- 9月12日　崑山市體育中心體育館
- 10月17日　美国拉斯维加斯举办个人演唱会
- 11月7日　哈尔滨国际会展中心体育馆
- 11月21日　新加坡个人演唱会
- 11月28、29日　上海大舞台
- 12月31日　南京五台山体育馆

### 2010個人演唱會
- 1月3日　北京人民大会堂
- 2月20、21日　澳大利亚悉尼 Sydney Lyric Theatre
- 3月27日　澳门威尼斯人金光综艺馆
- 4月24、25日　台北國際會議中心
- 5月8、9日　台南市立文化中心演藝廳
- 5月13、14、15日　高雄文化中心至德堂
- 5月21、22、23日　新竹市立演藝廳
- 5月29日　台中中興大學惠蓀堂
- 6月5日　江阴市体育馆
- 6月11、12日　马来西亚 云顶云星剧场
- 6月18、19、20日　台北國際會議中心
- 9月5日　香港红磡香港体育馆
- 9月10日　马尼拉 菲律宾国际会议中心
- 9月17日　杭州黄龙体育中心体育馆
- 10月2日　美国雷诺首次个人演唱会
- 10月9日　美国大西洋城凯撒王宫歌剧院
- 10月16日　厦门市工人体育馆
- 10月23日　印尼棉兰举办个人演唱会
- 11月21日　上海大舞台
- 12月18日　郑州国际会展中心

### 2011個人演唱會
- 1月2日　北京五棵松体育馆
- 1月15日　常州首次个人演唱会
- 2月20日　新加坡 金沙会议展览中心
- 4月16日　洛阳新区体育馆
- 4月23、24日　台北國際會議中心
- 4月30日、5月1日　台中中山堂
- 5月7、8日　台南市立文化中心演藝廳
- 5月13、14、15日　中壢藝術館
- 5月20、21、22日　新竹市立演藝廳
- 5月28日　彰化县立体育馆
- 6月2、3、4日　高雄文化中心至德堂
- 6月17、18、19日　台北國際會議中心
- 7月15日　无锡市体育中心
- 7月17日　昆山市体育中心
- 8月13日　扬州体育公园体育馆
- 11月19日　上海大舞台
- 12月3日　長沙湖南國際會展中心
- 12月10日　武漢光谷體育館

### 2012個人演唱會
- 1月6日　南京奧體中心體育館
- 4月28、29日　台北國際會議中心
- 5月19日　北京人民大会堂
- 5月25、26、27日　中壢藝術館
- 6月9日　深圳體育館
- 6月15、16、17日　高雄文化中心至德堂
- 6月23、24日　台北國際會議中心
- 9月22日　蘇州體育中心體育館
- 9月28日　成都四川省體育館
- 11月9、10日　彰化县立体育馆
- 11月24日　美国拉斯维加斯  Planet Hollywood Las Vegas Theater for the Performing Art
- 12月1日　上海大舞台
- 12月8日　澳门威尼斯人金光综艺馆

### 2013個人演唱會
- 4月27、28日　台北國際會議中心
- 5月18、19日　新竹市立演藝廳
- 5月25、26日　台南市立文化中心演藝廳
- 6月1日　台中中興大學惠蓀堂
- 6月7、8日　高雄文化中心至德堂
- 6月22、23日　台北國際會議中心
- 10月5日　北京人民大会堂
- 11月29日　上海大舞台

### 2014演唱會
- 5月24日　深圳华润深圳湾体育中心“春茧”体育馆
- 6月14日　新加坡 圣淘沙名胜世界宴会厅
- 11月22日　美国圣何塞 San Jose Event Center
- 11月24日　美国洛杉矶 Los Angeles Memorial Sports Arena
- 12月6日　上海大舞台

### 2015遇見費玉清全國巡迴演唱會
- 5月16日　北京首都体育馆
- 9月30日　石家庄河北体育馆
- 10月10日　济南奥林匹克体育中心体育馆
- 10月18日　青岛体育中心国信体育馆
- 11月8日　长春个人演唱会

### 2016個人演唱會
- 1月2日　新加坡 圣淘沙名胜世界宴会厅
- 11月6日　马来西亚 云顶云星剧场

### 2017個人演唱會
- 5月6日　马来西亚 云顶云星剧场
- 6月10、16、17、18日　台北小巨蛋
- 9月9日　高雄巨蛋
- 11月4日　新加坡 圣淘沙名胜世界宴会厅

### 2018個人演唱會
- 3月31日　上海梅赛德斯奔驰文化中心
- 8月4日　澳門新濠影滙綜藝館

### 2019全球告别巡回演唱会
- 1月1日　南京奥体中心体育馆
- 1月18、19日　澳门威尼斯人金光综艺馆
- 2月8、9日　台北小巨蛋
- 3月15、16、17日　新加坡圣淘沙 Resorts World Theatre
- 3月30、31日　上海梅赛德斯奔驰文化中心
- 4月7日　杭州黄龙体育中心体育馆
- 4月12、13日　马来西亚云顶云星剧场（英语：Arena of Stars）
- 4月20日　美国康州 Mohegan Sun Arena
- 4月27日　美国拉斯维加斯 Mandalay Bay Events Center
- 4月28日　美国圣何塞 Event Center at San Jose State University
- 5月11、12日　高雄巨蛋[13]
- 5月15、17、18、19日　台北小巨蛋
- 6月1日　无锡体育中心体育馆
- 6月22日　深圳华润深圳湾体育中心“春茧”体育馆
- 6月29日　成都五粮液成都金融城演艺中心
- 7月6日　重庆鱼洞华熙LIVE·巴南文艺中心
- 7月26日　澳大利亚悉尼 International Convention Centre[14]
- 7月27日　澳大利亚墨尔本 Melbourne Convention Centre
- 8月10日　北京凯迪拉克中心
- 8月24日　马来西亚槟城国际会展中心
- 8月31日　佛山岭南明珠体育馆
- 9月21日　澳门威尼斯人金光综艺馆
- 9月28日　美国特曼库拉 Pechanga Resort Casino
- 9月29日　加拿大温哥华 Queen Elizabeth Theatre
- 10月12日　新加坡 Singapore Indoor Stadium
- 10月19日　苏州体育中心体育馆
- 10月26、27日　上海东方体育中心
- 11月2日　香港红磡香港体育馆[15]
- 11月6、7日　台北小巨蛋

## 家庭背景
他的父親名叫張舞曦，曾獲選為第35屆「全國模範父親」，於2017年9月21日因病驟逝，享年96歲。 他的母親名叫譚秀霞，於2010年過世。他有兩位手足，長姊張彥瓊（法名釋恆述）與二兄張彥明（藝名張菲）。
據稱，他決定自演藝事業退休的主要原因，包括母親與父親先後離世。

## 個人生活
除了與江蕙的感情傳聞外，費玉清據傳一度與安井千惠訂婚，但最終因故沒有結婚。

## 外部連結
- 費玉清在互联网电影资料库（IMDb）上的資料（英文）
- 費玉清在豆瓣上的资料（简体中文）
- . KKBOX.   [2019年9月19日]. （原始内容存档于2021年4月8日） （中文（臺灣））.